# Radomilov
Radomilov (německy Radomühl) je vesnice, část obce Ruda nad Moravou v okrese Šumperk. Nachází se asi 2 km na jihovýchod od Rudy nad Moravou. V roce 2009 zde bylo evidováno 67 adres. V roce 2001 zde trvale žilo 101 obyvatel.
Radomilov je také název katastrálního území o rozloze 1,85 km2.